# Dragan Vučić
Dragan Vučić (Skopje, 6 de septiembre de 1955-4 de mayo de 2020) fue un compositor, cantante, bajista, filántropo y presentador de televisión macedonio. Sus canciones más famosas son "Nika Nika", "Odlazim (Nikom nije nocas kao meni)", traducción: "Me voy (Nadie se siente como yo esta noche)".

## Trayectoria
Compuso numerosos éxitos pop como Svirete Ja Zajdi Zajdi, Angeli Me Nosat, Kaži Zvezdo y muchos más. En la década de 1980 fue cantante y bajista de la banda de pop-folk Tavce Gravce, y en la década de 1990 fue el cantante principal y bajista de la banda de pop-folk Koda. Compuso la canción Make My Day, elegida para representar a Macedonia en el Festival de la Canción de Eurovisión 2005. Más adelante en su carrera, desde 1996 hasta 2020, comenzó a presentar varios programas de televisión en muchos canales de televisión en Macedonia.

## Muerte
Sufrió complicaciones después de contraer COVID-19 durante la pandemia de COVID-19 en Macedonia del Norte en abril de 2020. Murió el 4 de mayo de 2020 en la clínica infecciosa de Skopje, a los 65 años.